# برونو كار
برونو كار (بالإنجليزية: Bruno Carr)‏ هو موسيقي أمريكي، ولد في 25 أكتوبر 1928 في ذا برونكس في الولايات المتحدة، وتوفي في 9 فبراير 1993 في دنفر في الولايات المتحدة.

## وصلات خارجية
- برونو كار على موقع ميوزك برينز (الإنجليزية)
- برونو كار على موقع ديسكوغز (الإنجليزية)